# Den förlorade sonen (film, 1934)
Den förlorade sonen, är en tysk/amerikansk film från 1934 baserad på Luis Trenkers roman med samma namn. Filmen är inspelad i Tyskland, New York, Bolzano och Tyrolen och hade premiär den 6 september 1934.
Efter andra världskriget förbjöds filmen i västra Tyskland av den amerikanska militärregeringen eftersom den ansågs "antiamerikansk", i östra delen av Tyskland förbjöds filmen av den sovjetiska militärregeringen eftersom den ansågs göra reklam för USA och det amerikanska sättet att leva.

## Rollista
- Luis Trenker - Tonio Feuersinger
- Maria Andergast - Barbl Gudauner
- Bertl Schultes - Barbls far
- Marian Marsh - Lilian Williams
- F.W. Schröder-Schrom - Herr Williams
- Jimmie Fox - Hobby
- Paul Henckels - läraren
- Eduard Köck - Tonios far
- Melanie Horeschowsky - Rosina Unverdorben
- Emmerich Albert - skogshuggare
- Hans Jamnig - skogshuggare
- Luis Gerold - skogshuggare
- Lore Schuetzendorf - Rauhnacht jungfru
- Lucie Euler - värdshusvärdinna
- Borwin Walth - hovmästare
- Hans Kettler
- Theo Lingen